# Sega
Sega Corporation este o companie multinațională japoneză de jocuri video și o subsidiară a Sega Sammy Holdings cu sediul în Shinagawa, Tokyo. Ea produce o mulțime din francizele de jocuri multimilionare pentru arcade și console, inclusiv Sonic the Hedgehog, Angry Birds, Phantasy Star, Puyo Puyo, Super Monkey Ball, Total War, Virtua Fighter, Megami Tensei, Sakura Wars, Persona și Yakuza. Din 1983 până în 2001, Sega a dezvoltat propriile sale console.
Având origini americane, Sega a fost fondată de Martin Bromley și Richard Stewart ca Nihon Goraku Bussan pe 3 iunie 1960. La scurt timp după aceea, compania a achiziționat activele predecesorului său, Service Games of Japan. În 1965, a devenit cunoscută ca Sega Enterprises, Ltd., după achiziționarea lui Rosen Enterprises, un importator de jocuri operate cu monede. Sega a dezvoltat primul său joc operat cu monede, Periscope, în 1966. Sega a fost vândut la Gulf and Western Industries in 1969. Urmând unui declin în afacerea arcade la începutul anilor 1980, Sega a început să dezvolte console de jocuri video începând cu SG-1000 și Master System, dar a avut dificultate în fața competitorilor ca Nintendo Entertainment System. În 1984, executivii Sega David Rosen și Hayao Nakayama au condus o preluare de management cu sprijin de la CSK Corporation.
În 1988, Sega a lansat Mega Drive, sau Genesis în America de Nord. Mega Drive a înfruntat dificultăți față de competiție în Japonia, dar Genesis a găsit succes peste mări după lansarea lui Sonic the Hedgehog în 1991 și a depășit pentru scurt timp în vânzări pe competitorul său Super Nintendo Entertainment System, în SUA. În 2001, după eșecuri comerciale precum 32X, Saturn, și Dreamcast, Sega a încetat fabricarea de console, devenind un dezvoltaror și editor terță, și a fost achiziționat de Sammy Corporation în 2004. Sega Holdings Co. Ltd. a fost dezvoltat în 2015; Sega Corporation a fost redenumit Sega Games Co., Ltd., cu diviziile sale de arcade, divertisment și jucării separate în alte companii. În 2020, Sega Games și Sega Interactive au fuzionat să devină Sega Corporation.
Brațele internaționale ale Sega, Sega of America și Sega Europe au sediul în Irvine, California și Londra. Studiourile sale de dezvoltare includ cercetările sale interne și divizii de dezvoltare (care utilizează mărcile Ryu Ga Gotoku Studio și Sonic Team pentru o mulțime de intrări de francize principale), Sega Sapporo Studio care furnizează principal suport pentru echipele de dezvoltare cu sediul în Tokyo și gestionând dezvoltare parțială de jocuri și Atlus (inclusiv diviziile sale R&D precum P-Studio și Studio Zero respectiv) și cinci studiouri de dezvoltare în Regatul Unit și Europa: Creative Assembly, Sports Interactive, Sega Hardlight, Two Point Studios, și Rovio Entertainment (inclusiv Ruby Games). Sega este unul dintre cei mai prolifici producători de jocuri arcade și mascota sa, Sonic, este recunoscută internațional. Numele și marca sa sunt folosite pentru companii deținute și afiliate care operează arcade-uri de distracție și produc alte produse de divertisment, inclusiv Sega Fave; însă, acestea sunt afaceri în mare parte separate. Sega este recunoscută pentru consolele sale de jocuri video, creativitate și inovație. În anii mai recenți, a fost criticată pentru deciziile sale de afaceri și calitatea producțiilor sale.
Fiind divizia de conținut de divertisment a Sega Sammy Holdings, formând o jumătate din Sega Sammy Group, Sega deține și o companie de jucării si arcade de distracții, Sega Fave, care este compusă din divizii de dezvoltare de arcade și fabricație development care au fost anterior sub Sega și două studiouri de animație: TMS Entertainment, care animă, produce și distribuie anime precum Lupin the 3rd, Case Closed, și Anpanman și Marza Animation Planet, care se specializează în animație pe calculator.

## Istorie

### Începuturile (1951–1983)
Sega își are rădăcinile în Service Games, o companie înființată în 1951 de către Martin Bromley și Richard Stewart pentru a furniza jocuri de pinball și alte dispozitive de divertisment bazate pe monede pentru bazele militare americane din Japonia. În 1960, Nihon Goraku Bussan a fost formată ca parte a unei fuziuni, iar în 1965, după achiziționarea Rosen Enterprises, compania a devenit Sega Enterprises, Ltd.
Sega a început să producă jocuri arcade în anii 1970, cu titluri notabile precum Periscope (1966), primul joc electro-mecanic al companiei care a avut succes internațional. În anii 1980, Sega a lansat unele dintre cele mai influente jocuri arcade, inclusiv Zaxxon și Out Run.

### Epoca de aur a consolelor (1983–2001)

#### SG-1000 și Master System
În 1983, Sega a intrat pe piața consolelor de acasă cu SG-1000. Deși nu a avut un succes comercial semnificativ, a marcat începutul încercărilor Sega în industria consolelor. În 1985, Sega a lansat Master System, care a avut un succes moderat, în special în Europa și America Latină, dar nu a reușit să depășească Nintendo Entertainment System (NES) în America de Nord și Japonia.

#### Sega Genesis/Mega Drive
Succesul major a venit odată cu lansarea Sega Genesis (cunoscută sub numele de Mega Drive în afara Americii de Nord) în 1988. Genesis a devenit extrem de popular în America de Nord și Europa, susținută de titluri iconice precum Sonic the Hedgehog, lansat în 1991. Sonic a devenit rapid mascota Sega și un simbol al competitivității directe cu Nintendo și faimosul lor personaj, Mario.

#### Sega Saturn
În 1994, Sega a lansat Sega Saturn, o consolă de jocuri pe 32 de biți. Deși a avut un succes inițial în Japonia, Saturn a avut dificultăți în America de Nord și Europa din cauza unei lansări grăbite și a competiției cu Sony PlayStation și Nintendo 64. Lipsa unui suport puternic pentru dezvoltatori și marketingul confuz au contribuit la eșecul comercial al Saturn în afara Japoniei.

#### Sega Dreamcast
Ultima consolă a Sega, Dreamcast, a fost lansată în 1999 și a fost apreciată pentru inovațiile sale tehnologice, cum ar fi capabilitățile de joc online și graficile avansate. Cu toate acestea, Dreamcast nu a reușit să recâștige piața din cauza competiției puternice de la PlayStation 2 și a dificultăților financiare ale Sega. În 2001, Sega a anunțat că va înceta producția de console și se va concentra exclusiv pe dezvoltarea și publicarea de software.

### Trecerea la dezvoltarea de software (2001-prezent)
După retragerea din piața consolelor, Sega s-a concentrat pe dezvoltarea și publicarea de jocuri pentru alte platforme, inclusiv PlayStation, Xbox și Nintendo. Compania a continuat să dezvolte francize de succes precum Sonic the Hedgehog, Yakuza și Total War.

## Achiziții și fuziuni
În 2004, Sega s-a fuzionat cu Sammy Corporation, un producător de pachinko și alte mașini de jocuri de noroc, formând Sega Sammy Holdings. Această fuziune a stabilizat finanțele companiei și a permis Sega să continue să inoveze și să dezvolte jocuri noi.

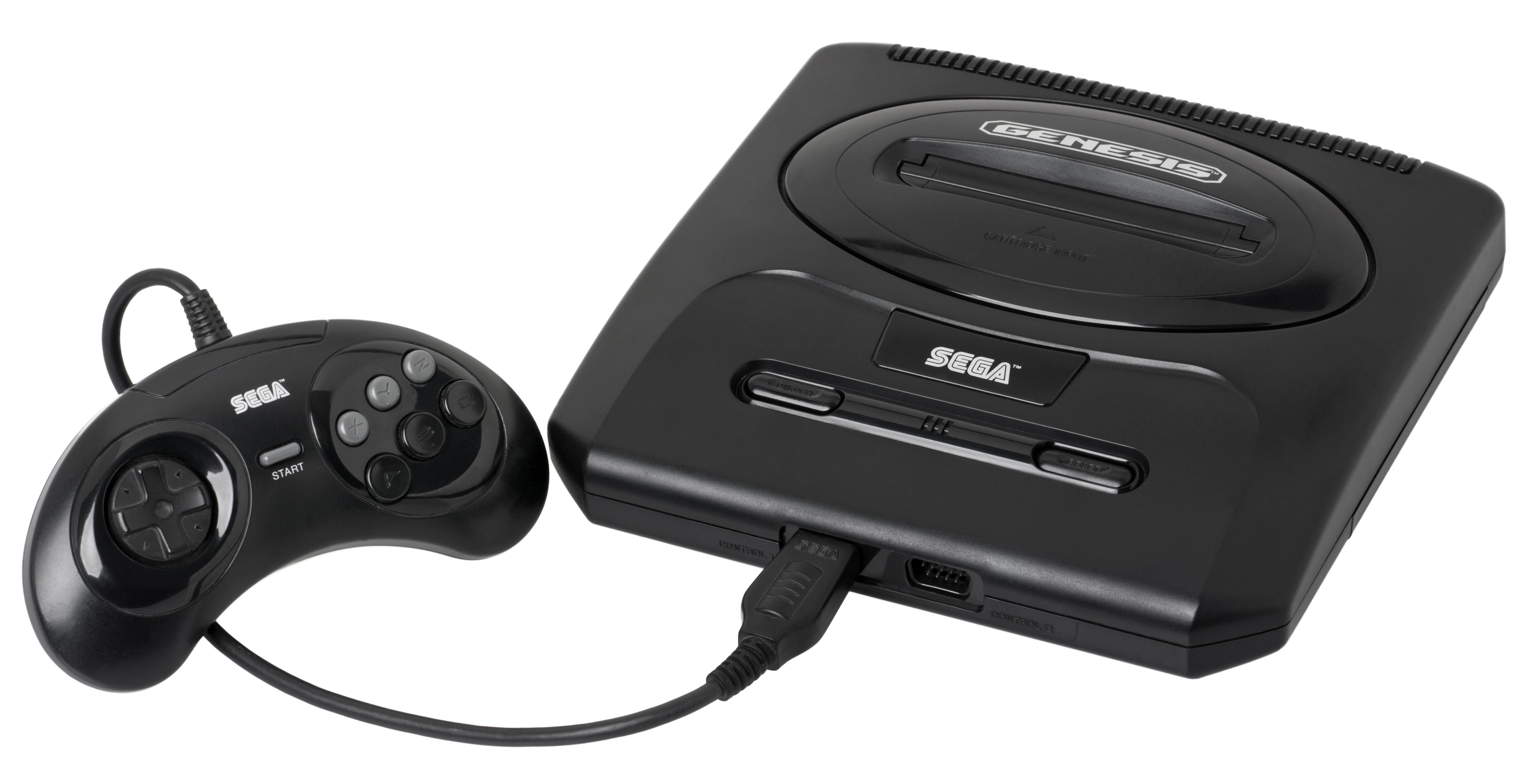
Sega Genesis sau Mega Drive

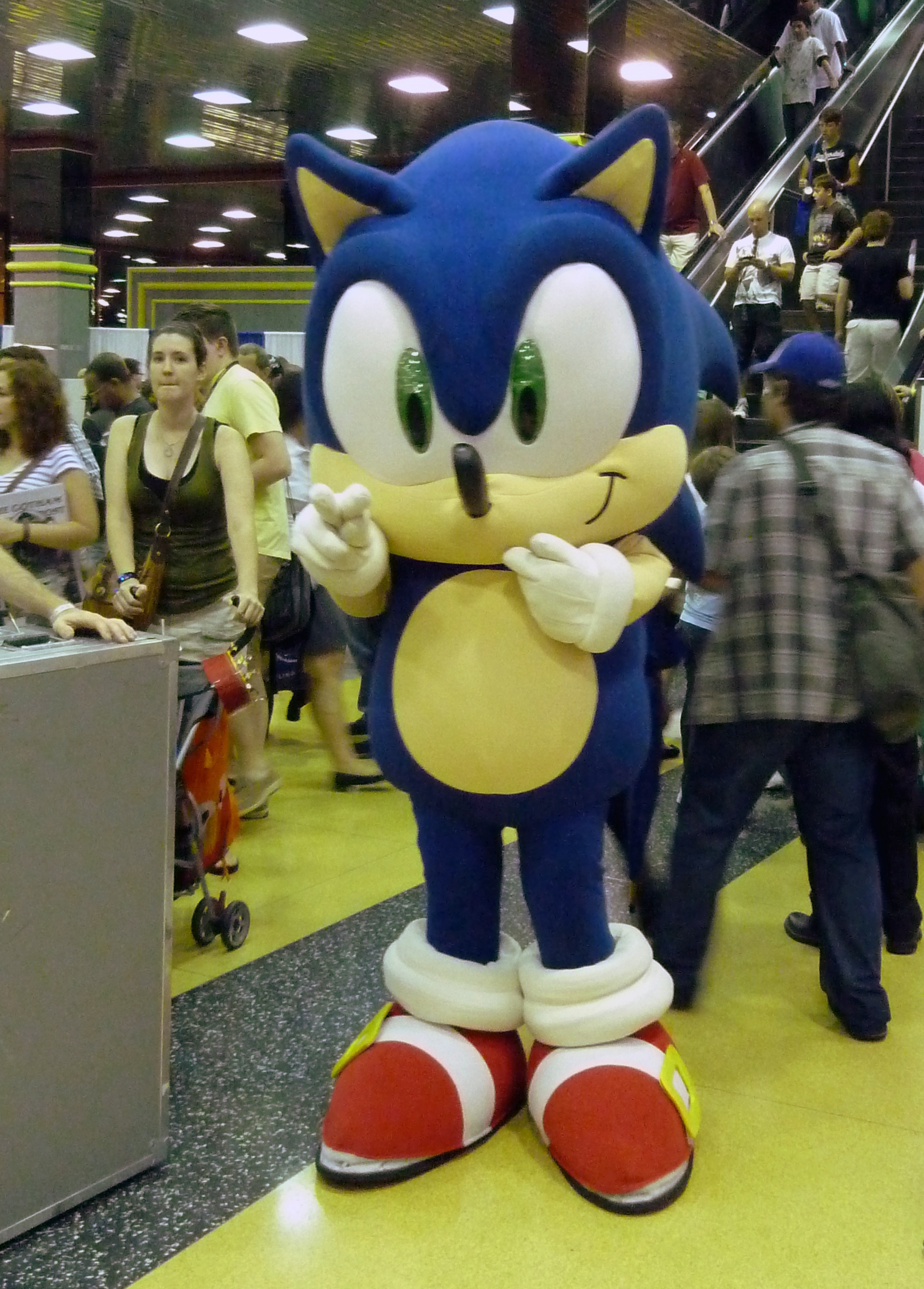
Ariciul Sonic, mascota Sega

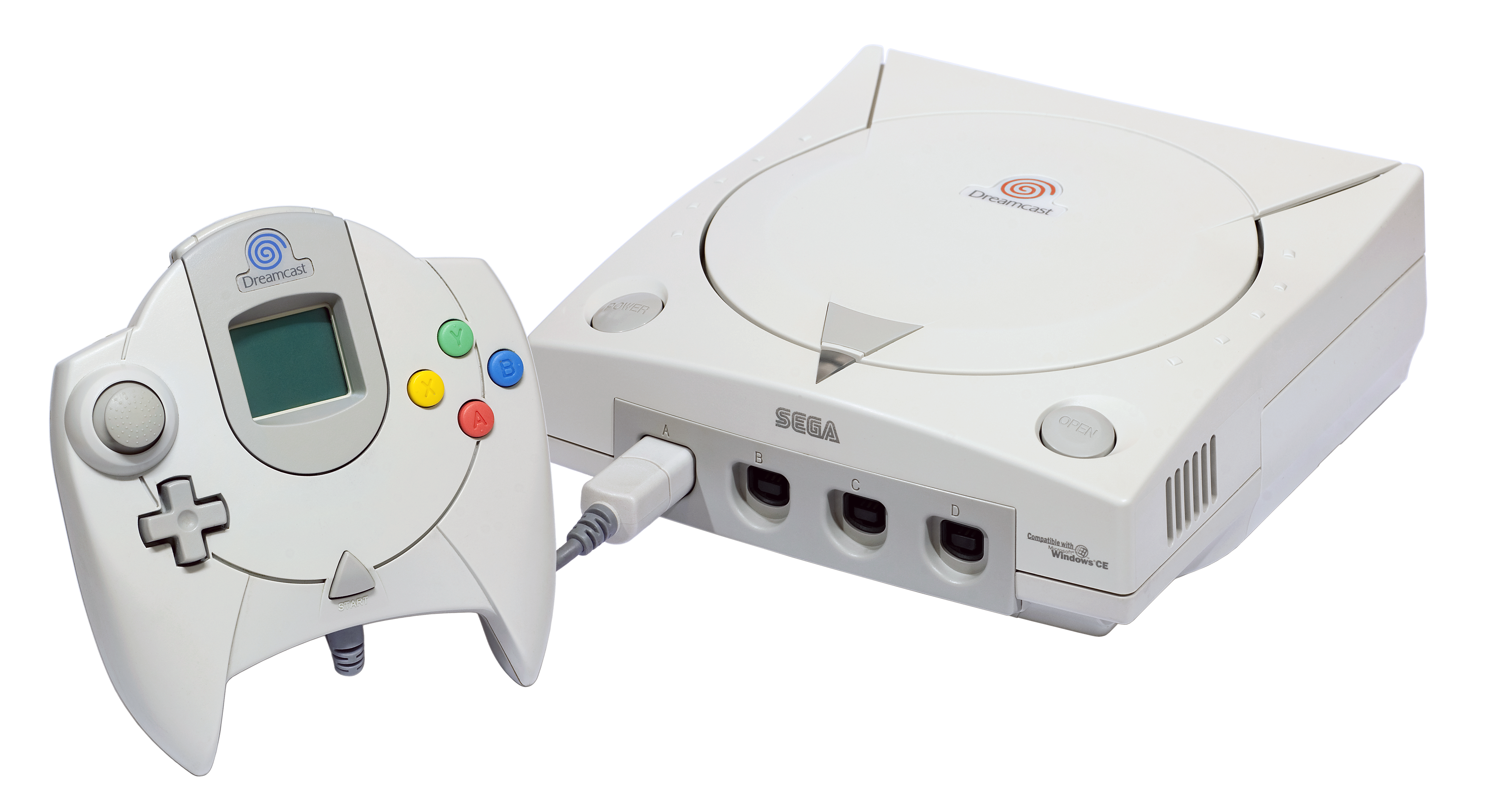
Sega Dreamcast

.

## Francize emblematice

### Sonic the Hedgehog
Lansat pentru prima dată în 1991, Sonic the Hedgehog a devenit rapid mascota Sega și una dintre cele mai cunoscute francize din industria jocurilor video. Sonic este un arici albastru capabil să alerge la viteze supersonice, iar jocurile sale sunt cunoscute pentru gameplay-ul rapid și nivelele imaginative.

### Yakuza
Seria Yakuza, cunoscută în Japonia ca Ryū ga Gotoku, a debutat în 2005 și a devenit una dintre cele mai apreciate serii ale Sega. Jocurile Yakuza sunt cunoscute pentru povestirile lor complexe, gameplay-ul de acțiune-aventură și reprezentarea detaliată a culturii și societății japoneze.

### Total War
Dezvoltată de Creative Assembly, un studio britanic achiziționat de Sega în 2005, seria Total War este cunoscută pentru combinația sa de strategie în timp real și tactică pe ture. Jocurile din această serie, cum ar fi Total War: Shogun 2 și Total War: Warhammer, sunt apreciate pentru complexitatea lor și profunzimea strategică.

## Impactul cultural și inovațiile tehnologice
Sega a avut un impact semnificativ asupra industriei jocurilor video, atât prin inovațiile sale tehnologice, cât și prin jocurile sale iconice. Compania a fost pionieră în integrarea capacităților online în jocurile de consolă cu Dreamcast și a introdus multe concepte de design inovatoare în jocurile sale arcade și de consolă.

## Inovații arcade
Sega a fost un lider în industria jocurilor arcade, introducând tehnologii noi și experiențe de joc inovatoare. Jocuri precum Virtua Fighter au fost printre primele jocuri de lupte 3D, iar titluri precum Daytona USA au setat noi standarde pentru simulările de curse.

## Moștenire
Deși Sega a trecut prin numeroase transformări și provocări de-a lungul decadelor, compania rămâne un jucător influent în industria jocurilor video. De la începuturile sale în jocurile arcade până la dominarea pieței consolelor și tranziția la dezvoltarea de software, Sega continuă să fie recunoscută pentru inovațiile sale și contribuțiile sale durabile la cultura jocurilor video.